# Jean-Charles Cistacq
Pas d'image ? Cliquez ici

a Compétitions nationales et continentales officielles uniquement.

b Matchs officiels uniquement.
Jean-Charles Cistacq, né le 22 juillet 1974 à Auch, est un joueur français de rugby à XV évoluant au poste de centre (1,92 m pour 92 kg).
Joueur International, il a évolué treize ans en première division (Top 16 puis Top 14) et a disputé 55 matchs de Coupe d'Europe. Il annonce sa retraite à l'issue de la saison 2007.
Son père, Henri Cistacq, a joué au FC Auch.

## Carrière

### En club
Jean-Charles Cistacq commence sa carrière avec le SU Agen, avec qui il joue jusqu'en 2000.
Il rejoint ensuite la Section paloise, avec qui il joue jusqu'à sa fin de carrière en 2007.
Entre 2008 et 2015, il occupe le poste de directeur commercial marketing du club palois.

## Statistiques internationales
- 1 sélection (contre la Roumanie le 28 mai 2000).
- 10 Sélection avec France A (contre le Pays de Galles, Angleterre, Italie, Afrique du Sud, Irlande, Ecosse)
- International à 7 (Tournoi de Tokyo)

## Palmarès
- Finaliste du Challenge européen en 1998 avec le SU Agen.
- Finaliste du Challenge européen en 2005 avec la Section paloise.